# Potovanje v Indijo
Potovanje v Indijo (izvirno angleško A Passage To India) je britansko-ameriški film iz leta 1984. To je bil zadnji film legendarnega režiserja Davida Leana, ki je posnel tudi klasične filme, kot so Doktor Živago, Most na reki Kwai, Lawrence Arabski idr. Posnet je bil po romanu E. M. Forsterja, ki je prvič izšel leta 1924.

## Vsebina
Film pripoveduje zgodbo o mladi Angležinji Adeli Quested (Judy Davis), ki v 20. letih 20. stoletja skupaj s svojo taščo (Peggy Ashcroft) odpotuje v kolonialno Indijo. Tam namerava obiskati svojega zaročenca, ki je tamkajšnji sodnik. Spozna tudi lokalnega zdravnika Aziza H. Ahmeda (Victor Banerjee), ki se obupano trudi živeti kot Anglež. Nekega dne se Adela z dr. Azizom odpravi na piknik k tamkajšnim znamenitim jamam. Čez nekaj časa se Adela vrne nazaj in trdi, da jo je dr. Aziz v jami skušal posiliti. Tako se proti njemu začne sojenje, odnosi med Indijci in Britanci pa se začno še bolj zaostrovati.

## Zanimivosti
- Film je bil nominiran za enajst oskarjev, prejel pa je dva zlata kipca. Peggy Ashcroft je prejela oskarja za najboljšo stransko žensko vlogo za vlogo dobrosrčne gospe Moore, Maurice Jarre pa je prejel oskarja za svojo glasbo.
- Znani igralec Alec Guinness je bil z režiserjem  Davidom Leanom dober prijatelj in je pred tem igral že v številnih njegovih filmih. Ko pa je Alec odkril, da je David iz končne različice tega filma izrezal veliko njegov prizorov sta se sprla in nista nikoli več spregovorila drug z drugim.